# Здравоозёрный
Здравозёрный (также Здравоозёрная) — исчезнувший населённый пункт в Тулунском районе Иркутской области. Входил в состав
Кирейского муниципального образования.

## География
Располагался примерно в 64 км от райцентра.

## История
Населённый пункт был основан в 1911 году переселенцами из Украины. Согласно
переписи населения 1926 года в населённом пункте
насчитывалось 17 хозяйств, проживали 76 человек (39 мужчин и 37 женщин). На топографической карте Генштаба СССР 1984 года посёлок
Здравоозёрный отмечен как нежилой.